# FC Dinamo Kutaisi
El FC Dinamo Kutaisi es un equipo de fútbol de Georgia que juega en la Liga Regional de Kutaisi, una de las ligas regionales que conforman la cuarta categoría de fútbol en el país.

## Historia
Fue fundado en el año 1928 en la ciudad de Kutaisi, la segunda ciudad más grande de Georgia y ha tenido su mejor época durante el periodo de la República Socialista Soviética de Georgia, en donde consiguió ganar dos títulos de liga y dos de copa, la mayoría obtenidos durante la década de los años 1950, llegado a tener varios subcampeonatos tanto en liga como en copa.
Tras la caída de la Unión Soviética las cosas para el equipo no han sido las mismas, esto porque ni tan siquiera han llegado a jugar en la Umaglesi Liga y han estado a la sombra del equipo importante de la ciudad, el FC Torpedo Kutaisi.

## Palmarés
- Georgian SSR Championship: 2

1946, 1955
- Georgian SSR Cup: 2

1953, 1955